# Terpeni

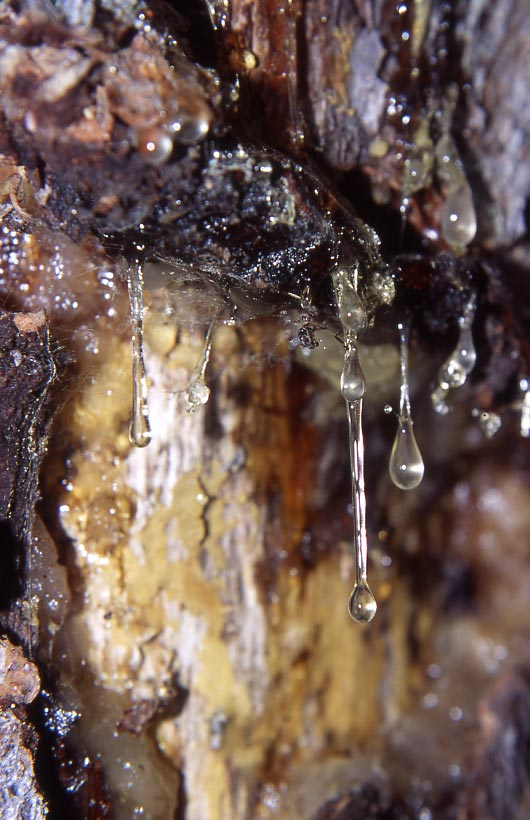
I terpeni sono i costituenti principali delle resine di molte piante.

I terpeni sono biomolecole costituite da multipli dell'unità isoprenica, ottenuti nei sistemi biologici dalla reazione di più unità di IPP (isopentenil pirofosfato) e di DMAPP (dimetilallil pirofosfato). Possono avere struttura lineare, ciclica o mista lineare e ciclica. Quando i terpeni sono modificati con reazioni tali da portare alla formazione di gruppi funzionali contenenti atomi diversi dal carbonio, come gruppi idrossilici, carbonilici o contenenti azoto, vengono chiamati terpenoidi. Alcuni autori con il termine terpene indicano anche i vari terpenoidi.
Vengono prodotti da molte piante, soprattutto conifere e da alcuni insetti, sono i componenti principali delle resine e degli oli essenziali delle piante, miscele di sostanze che conferiscono a ogni fiore o pianta un caratteristico odore o aroma. Si possono ottenere sia per riscaldamento blando che per distillazione in corrente di vapore di composti organici di piante. Rappresentano anche i precursori biosintetici degli steroidi e dei carotenoidi. Molti aromi usati nei cibi o nei profumi sono derivati da terpeni o terpenoidi naturali.
Sono terpeni il geraniolo, il mentolo, il mircene, la canfora, il limonene, l'isoprenolo, il fitoene e lo squalene. Quest'ultimo si trova libero in quantità elevate (90%) nell'olio di fegato di squalo e in tracce (0,1-0,7%) nell'olio di oliva, nel lievito, nel sebo umano e nel cerume.

## Struttura
Come detto sono formati dall'unione di una molecola di DMAPP e una di IPP, il legame avviene quasi sempre testa-coda, ossia il legame si crea attraverso la reazione della coda del DMAPP e la testa dell'IPP, da questa reazione si libera una molecola di pirofosfato. Questa condizione è nota come "regola isoprenica" o "regola di Ružička". Due importanti eccezioni sono lo squalene e il fitoene che vengono considerati dimeri coda-coda rispettivamente di un sesquiterpene e un diterpene aciclici.
I terpeni possono contenere unità isopreniche, più o meno modificate, contenenti elementi diversi da carbonio e idrogeno (terpenoidi); fra questi ci sono composti che assumono una rilevanza particolare: le vitamine liposolubili A, D, E, K.

### Classificazione dei terpeni

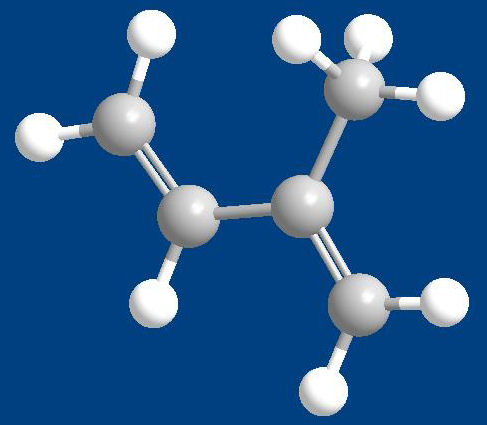
Struttura dell'isoprene

In base al numero di unità isopreniche contenute (C5H8), si ha la seguente classificazione:
| Classificazione | Unità isopreniche | Atomi di carbonio |
| --------------- | ----------------- | ----------------- |
| emiterpeni      | 1                 | 5                 |
| monoterpeni     | 2                 | 10                |
| sesquiterpeni   | 3                 | 15                |
| diterpeni       | 4                 | 20                |
| sesterterpeni   | 5                 | 25                |
| triterpeni      | 6                 | 30                |
| tetraterpeni    | 8                 | 40                |
| politerpeni     | >8                | >40               |

## Biosintesi
Anche se strutturalmente possono sembrare sintetizzati per polimerizzazione dell'isoprene, i terpeni sono biosintetizzati dagli organismi da gruppi acetilici dell'acetil-coenzima A (acetil-CoA) attraverso la via metabolica dell'HMG-CoA reduttasi. Intermedi nella biosintesi sono l'acido mevalonico ed i suoi esteri fosforici e pirofosforici, l'isopentenil pirofosfato e il dimetilallil pirofosfato.
Piante e protozoi appartenenti al subphylum Apicomplexa come il parassita della malaria Plasmodium falciparum, hanno la capacità di produrre i loro isoprenoidi utilizzando una via alternativa, detta genericamente percorso del non-mevalonato, o via metabolica del metileritritolo fosfato che si svolge nei plastidi. Inoltre, la maggior parte dei batteri, compresi importanti patogeni quali Mycobacterium tuberculosis, possono sintetizzare IPP e DMAPP attraverso questa via metabolica alternativa.

### Via del mevalonato
Inizialmente il mevalonato viene trasformato in 5-pirofosfomevalonato e successivamente nei due composti chiave: isopentenil pirofosfato (IPP) e dimetilallil pirofosfato (DMAPP). Gli emiterpeni si formano direttamente dal DMAPP per la perdita del pirofosfato, mentre gli altri hanno origine dai composti formati per successive aggiunte di IPP al DMAPP:
- geranil pirofosfato C10 da cui derivano i monoterpeni
- farnesil pirofosfato C15 da cui derivano i sesquiterpeni e quindi gli steroidi a partire dallo squalene
- geranilgeranil pirofosfato C20 da cui derivano i diterpeni e quindi i carotenoidi a partire dal fitoene
- geranilfarnesil pirofosfato C25

Il dimero coda-coda del farnesil OPP dà lo squalene che è il precursore dei triterpeni (C30) e quindi degli steroli. In pratica si ha che il DMAPP inizia la catena e l'IPP la allunga.